# Avonmore (rivier)
De Avonmore (Iers:Abhann mór) is een rivier in Ierland. Het is de uitstroom van Lough Dan in de Wicklow Mountains, ten westen van Roundwood. Ze is ongeveer 30 km lang en stroomt in een min of meer zuidelijke richting.
In Annamoe kruist ze de R755. Daarna stroomt ze verder naar Laragh en door een beboste vallei naar Rathdrum. Even ten zuiden van Rathdump stroomt de Avonmore over het terrein van Avondale House, de vroegere residentie van Charles Stewart Parnell, een Iers politicus.
Bij de Meeting of the Waters vormt ze samen met de Avonbeg de rivier Avoca, die bij Arklow in de Ierse Zee uitmondt.